# Rosemarie Wemheuer
Rosemarie Wemheuer (ur. 6 maja 1950 we Frankfurcie nad Menem) – niemiecka polityk, posłanka do Parlamentu Europejskiego IV kadencji.

## Życiorys
Uzyskała magisterium (MA) w zakresie socjologii oraz historii. Pracowała jako socjolog. W 1973 wstąpiła do Socjaldemokratycznej Partii Niemiec, zasiadała we władzach partyjnych na szczeblu powiatowym i krajowym w Dolnej Saksonii. W latach 1994–1999 sprawowała mandat eurodeputowanej. Należała do frakcji socjalistycznej, pracowała m.in. w Komisji ds. Kontroli Budżetu.